# Park Narodowy Daisetsu-zan
Park Narodowy Daisetsu-zan (jap. 大雪山国立公園 Daisetsu-zan Kokuritsu Kōen) – park narodowy w Japonii, utworzony 4 grudnia 1934 roku. 

## Opis
Park obejmuje górzystą, środkową część wyspy Hokkaido. Słynie on z pięknych, ale trudno dostępnych dolin, urwisk, alpejskich łąk, malowniczych wodospadów oraz gorących źródeł (onsen), pośród których żyją m.in. niedźwiedzie brunatne.
Powierzchnia parku wynosi 2267,64 km², co daje mu pierwsze miejsce pod tym względem w Japonii.

## Galeria

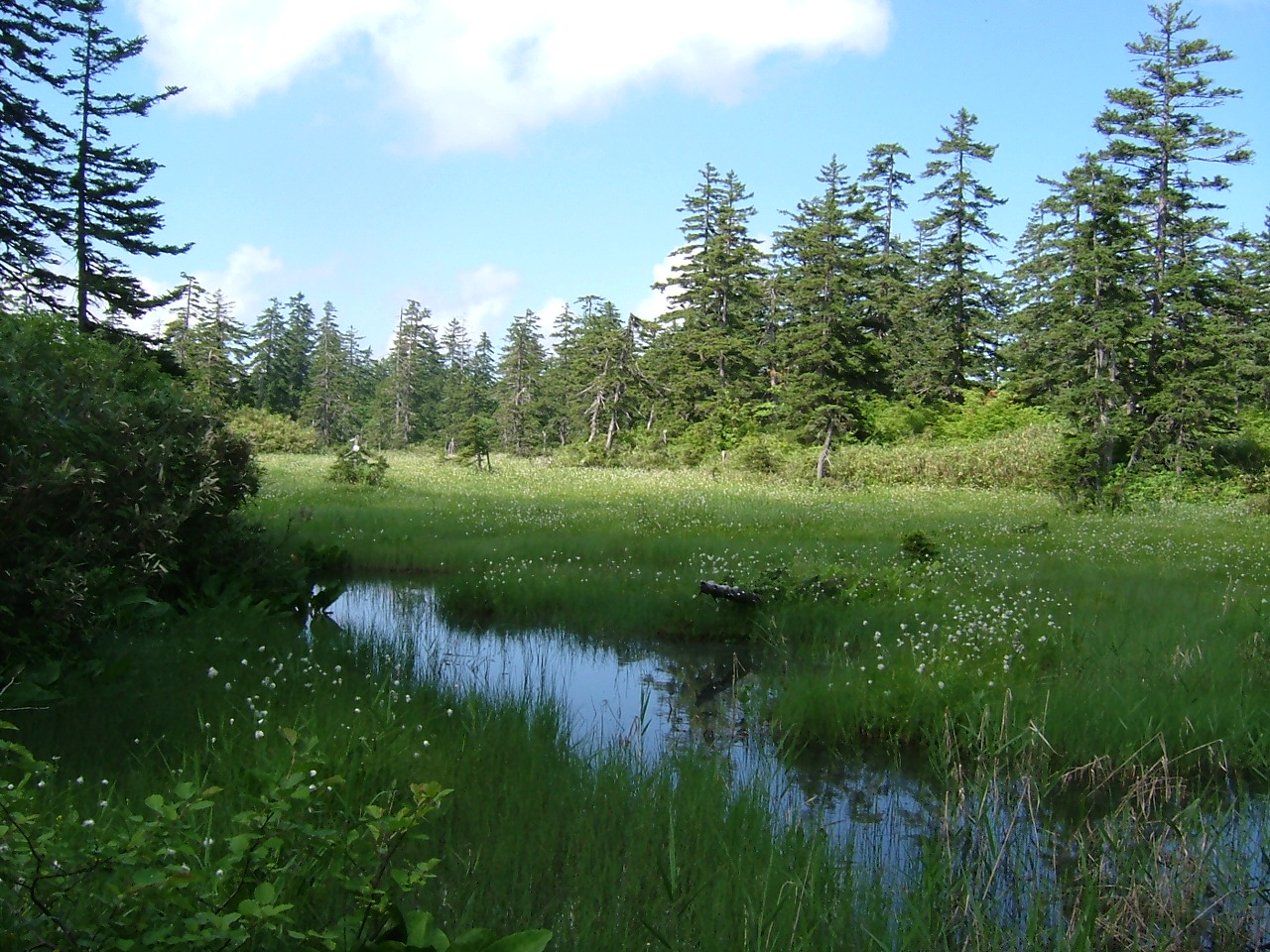
Okolice Asahi-dake
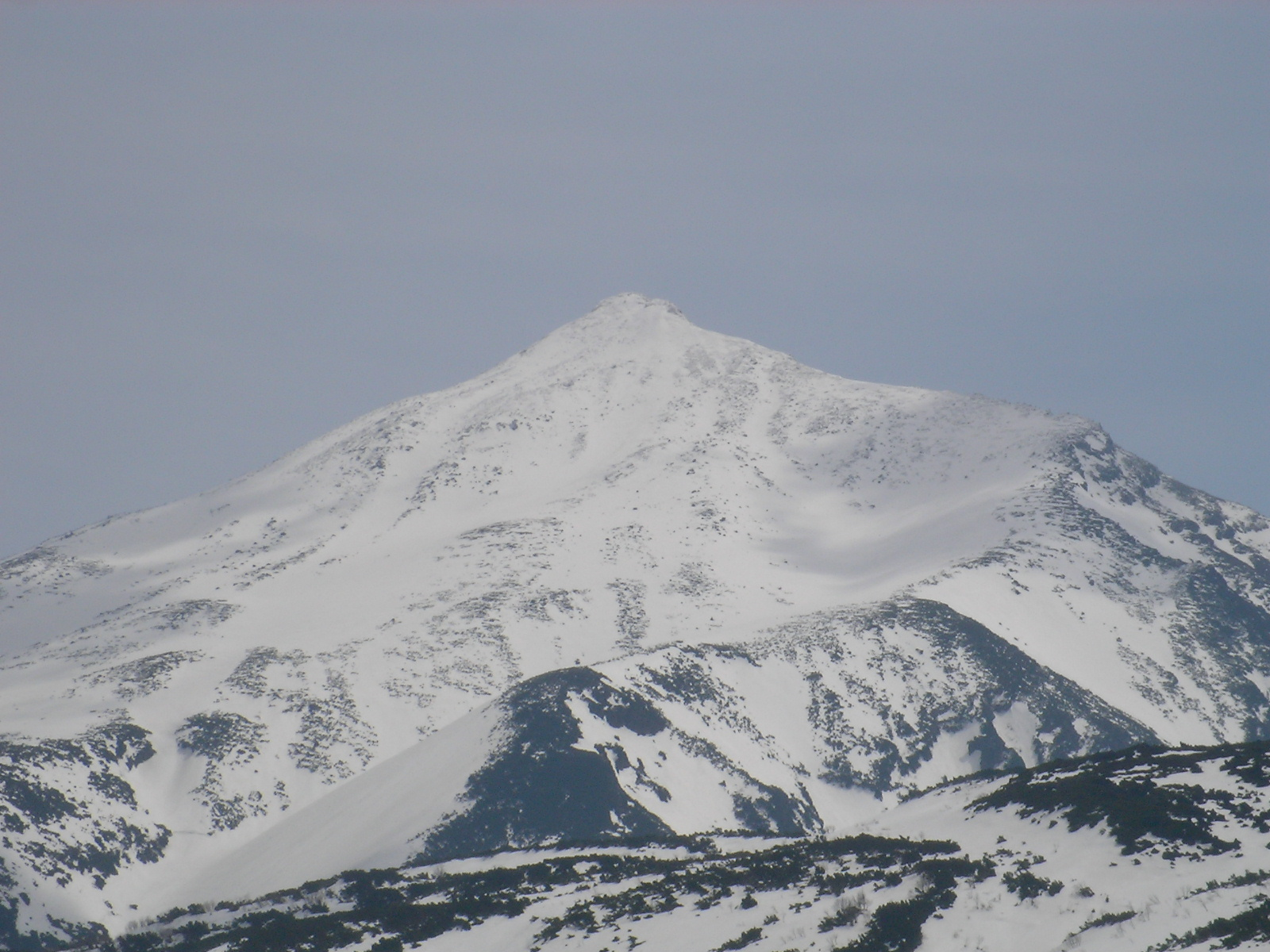
Szczyt Tokachi
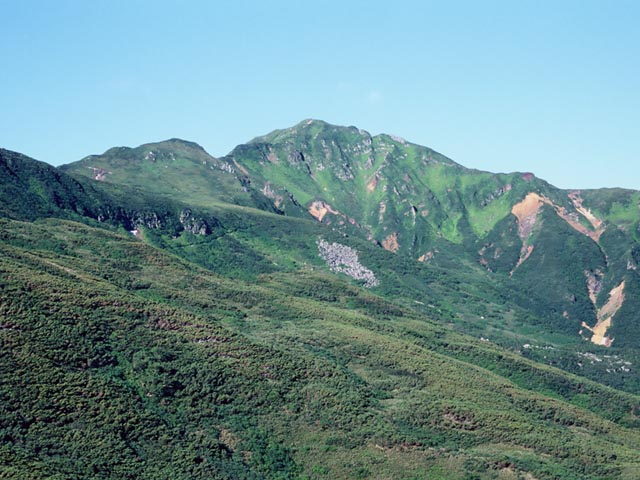
Góra Furano